# Sao Thổ
Sao Thổ (tiếng Anh: Saturn), hay Thổ Tinh (土星) là hành tinh thứ sáu tính theo khoảng cách trung bình từ Mặt Trời và là hành tinh lớn thứ hai về đường kính cũng như khối lượng, sau Sao Mộc trong hệ Mặt Trời. Tên tiếng Anh của hành tinh mang tên thần Saturn trong thần thoại La Mã, ký hiệu thiên văn của hành tinh là (♄) thể hiện cái liềm của thần. Sao Thổ là hành tinh khí khổng lồ với bán kính trung bình bằng 9 lần của Trái Đất. Tuy khối lượng của hành tinh cao gấp 95 lần khối lượng của Trái Đất nhưng với thể tích lớn hơn 763 lần, khối lượng riêng trung bình của Sao Thổ chỉ bằng một phần tám so với của Trái Đất.
Cấu trúc bên trong của Sao Thổ có lẽ bao gồm một lõi sắt, nikel và đá (hợp chất silic và oxy), bao quanh bởi một lớp dày hiđrô kim loại, một lớp trung gian giữa hiđrô lỏng với heli lỏng và bầu khí quyển bên trên cùng. Hình ảnh hành tinh có màu sắc vàng nhạt là do sự có mặt của các tinh thể amonia trong tầng thượng quyển. Dòng điện bên trong lớp hiđrô kim loại là nguyên nhân Sao Thổ có một từ trường hành tinh với cường độ hơi yếu hơn so với từ trường của Trái Đất và bằng một phần mười hai so với cường độ từ trường của Sao Mộc. Lớp khí quyển bên trên cùng hành tinh có những màu đồng nhất và hiện lên dường như yên ả so với bầu khí quyển hỗn loạn của Sao Mộc, mặc dù nó cũng có những cơn bão mạnh. Tốc độ gió trên Sao Thổ có thể đạt tới 1.800 km/h, nhanh hơn trên Sao Mộc, nhưng không nhanh bằng tốc độ gió trên Sao Hải Vương.
Sao Thổ có một hệ thống vành đai bao gồm chín vành chính liên tục và ba cung đứt đoạn, chúng chứa chủ yếu hạt băng với lượng nhỏ bụi và đá. Sao Thổ có 274 vệ tinh tự nhiên đã biết; trong đó 63 vệ tinh đã được đặt tên. Số lượng vệ tinh này không bao gồm hàng trăm tiểu vệ tinh ("moonlet") bên trong vành đai. Titan là vệ tinh lớn nhất của Sao Thổ và là vệ tinh lớn thứ hai trong hệ Mặt Trời, nó cũng lớn hơn cả Sao Thủy và là vệ tinh tự nhiên duy nhất trong hệ Mặt Trời có bầu khí quyển dày đặc.

## Đặc trưng

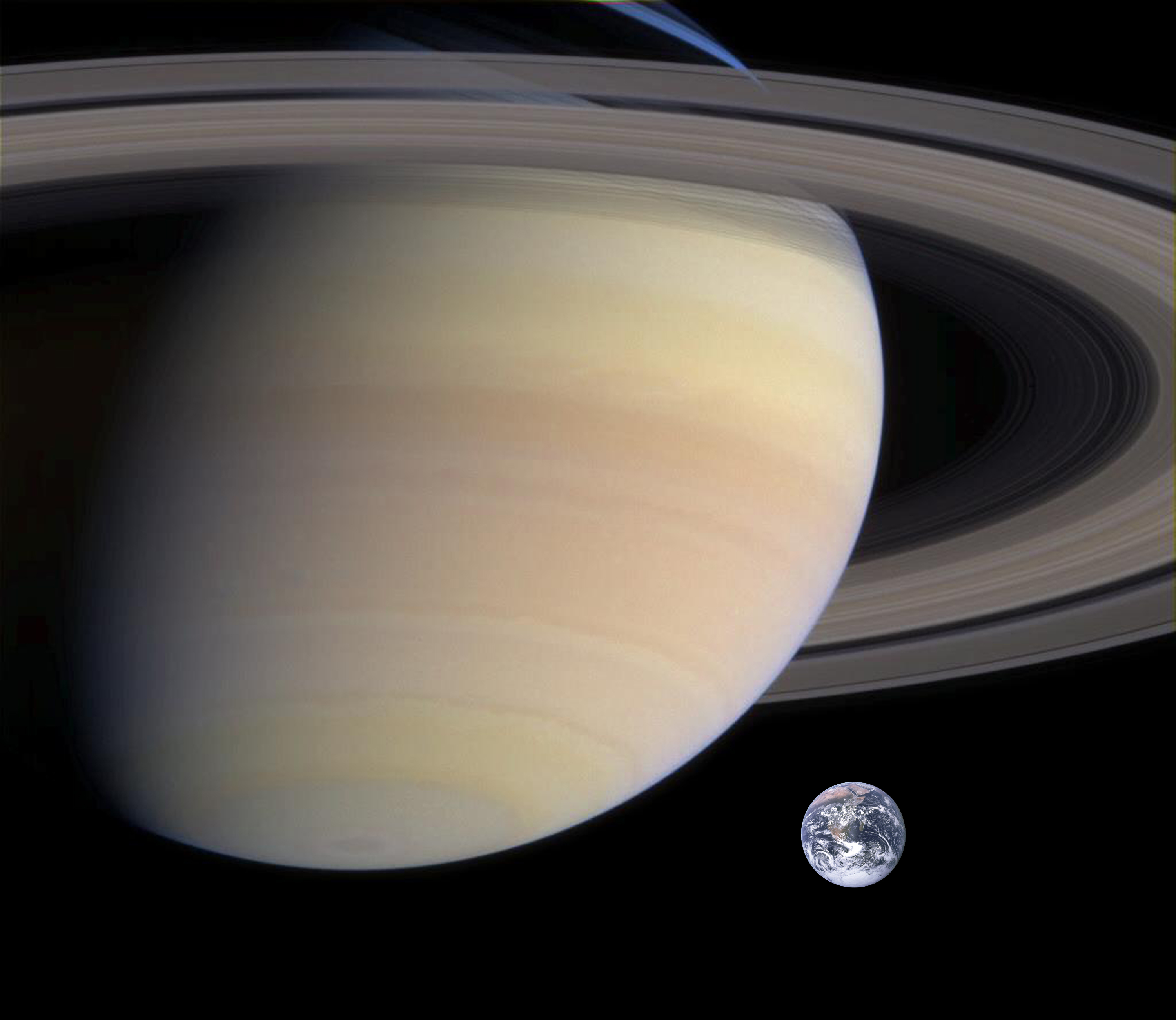
So sánh kích thước Sao Thổ và Trái Đất.

Sao Thổ được phân loại là hành tinh khí khổng lồ bởi vì nó chứa chủ yếu khí và không có một bề mặt xác định, mặc dù có thể có một lõi cứng ở trong. Tốc độ tự quay nhanh của hành tinh khiến nó có hình phỏng cầu dẹt; tại xích đạo của Sao Thổ phình ra và hai cực dẹt đi. Khoảng cách giữa hai cực so với đường kính tại xích đạo chênh nhau tới 10%— lần lượt là 54.364 km và 60.268 km. Sao Mộc, Sao Thiên Vương và Sao Hải Vương cũng là những hành tinh khí khổng lồ nhưng chúng ít dẹt hơn. Sự kết hợp giữa tốc độ khi phồng và tốc độ tự quay có nghĩa làgia tốc bề mặt tác động dọc theo đường xích đạo, nằm cỡ 8,96 m/s2, bằng 74% gia tốc ở hai cực và thấp hơn so với của Trái Đất. Tuy nhiên, vận tốc thoát ly tại xích đạo Sao Thổ là khoảng 36 km/s, cao hơn nhiều so với của Trái Đất.
Sao Thổ là hành tinh duy nhất trong hệ Mặt Trời có khối lượng riêng trung bình nhỏ hơn khối lượng riêng của nước; ít hơn khoảng 30% và do đó, là hành tinh có khối lượng riêng nhỏ nhất. Mặc dù lõi của Sao Thổ có mật độ lớn hơn của nước, nhưng mật độ/khối lượng riêng trung bình của nó bằng 0,69 g/cm³ do bầu khí quyển khổng lồ của nó chiếm đa số về thể tích hành tinh. Sao Mộc có khối lượng cao gấp 318 lần khối lượng Trái Đất trong khi khối lượng của Sao Thổ chỉ cao hơn 95 lần của Trái Đất. Cộng lại, Sao Mộc và Sao Thổ chiếm 92% tổng khối lượng của các hành tinh trong hệ Mặt Trời.

### Cấu trúc bên trong

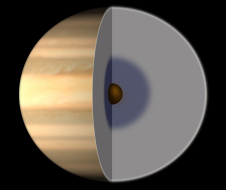
Cấu trúc lõi Sao Thổ:
1. Lõi trong gồm lớp đá màu nâu
2. Lõi giữa gồm hiđrô kim loại có màu xanh xám
3. Lõi ngoài gồm các phân tử heli và hiđrô bão hòa có màu ghi

Thành phần chủ yếu của hành tinh là hiđrô, chúng trở thành chất lỏng không lý tưởng khi mật độ cao trên 0,01 g/cm³. Mật độ này đạt được ở bán kính nơi chứa 99,9% khối lượng của Sao Thổ. Nhiệt độ, áp suất và mật độ bên trong tăng dần dần về phía lõi, và tại những lớp sâu hơn trong hành tinh, hiđrô chuyển sang pha kim loại.
Những mô hình chuẩn về cấu trúc hành tinh cho rằng bên trong Sao Thổ có cấu trúc tương tự như của Sao Mộc, với một lõi đá cứng bao quanh bởi hiđrô và heli với một lượng nhỏ những hợp chất dễ bay hơi trong khí quyển. Các nhà khoa học nghĩ rằng lõi này có thành phần tương tự như của Trái Đất nhưng có mật độ lớn hơn. Bằng kiểm tra mô men hấp dẫn của hành tinh, và kết hợp với mô hình vật lý về cấu trúc bên trong của hành tinh, đã cho phép các nhà thiên văn Didier Saumon và Tristan Guillot đưa ra giá trị giới hạn cho khối lượng phần lõi Sao Thổ. Năm 2004, họ tính ra được khối lượng của lõi bằng 9–22 lần khối lượng của Trái Đất, và đường kính bằng 25.000 km. Lõi này được bao quanh bởi lớp hiđrô kim loại lỏng dày hơn, tiếp đến là lớp lỏng gồm heli và phân tử hiđrô bão hòa mà dần dần theo độ cao chúng chuyển sang pha khí. Lớp ngoài cùng dày khoảng 1000 km và chứa bầu khí quyển Sao Thổ.
Phần bên trong của Sao Thổ rất nóng, đạt tới nhiệt độ 11.700 °C tại lõi, và hành tinh bức xạ nhiệt vào vũ trụ cao gấp 2,5 lần so với năng lượng bức xạ nó nhận được từ Mặt Trời. Đa số lượng năng lượng phát ra tuân theo cơ chế Kelvin–Helmholtz của quá trình hành tinh tự nén hấp dẫn chậm, nhưng nếu chỉ có duy nhất quá trình này thì không đủ giải thích lượng nhiệt Sao Thổ phát ra. Một cơ chế phụ khác có thể đó là Sao Thổ sinh ra nhiệt thông qua "sự mưa" của những giọt heli xuống sâu bên trong hành tinh. Khi những giọt này rơi qua lớp hiđrô mật độ thấp hơn giọt heli, quá trình này phát ra nhiệt lượng do sự ma sát giữa giọt và môi trường và quá trình này khiến cho tầng khí quyển Sao Thổ suy giảm lượng heli theo thời gian. Những giọt heli rơi xuống sâu có thể tích tụ lại thành một lớp vỏ heli bao quanh cấu trúc bên trong hành tinh. Giống với Sao Mộc, Sao Thiên Vương và Sao Hải Vương, các nhà khoa học đoán rằng trên Sao Thổ cũng xảy ra hiện tượng mưa kim cương.

## Khí quyển
Lớp khí quyển bên ngoài của Sao Thổ chứa 96,3% phân tử hiđrô và 3,25% heli. Tỉ lệ heli giảm đáng kể so với sự có mặt của nguyên tố này trong Mặt Trời. Các nhà khoa học vẫn chưa biết chính xác lượng các nguyên tố nặng hơn heli trong khí quyển hành tinh, nhưng họ giả sử rằng tỉ lệ những nguyên tố này bằng với tỷ lệ nguyên thủy của chúng từ lúc hình thành hệ Mặt Trời. Tổng khối lượng của những nguyên tố nặng này vào khoảng 19–31 lần khối lượng Trái Đất, mà chúng tập trung chủ yếu tại vùng lõi Sao Thổ.
Dấu vết có mặt của các phân tử amonia, acetylen, êtan, prôpan, phốtphin và mêtan đã được phát hiện ra trong khí quyển của Sao Thổ. Các đám mây trên cao chứa tinh thể amonia, trong khi những đám mây thấp hơn hoặc là chứa amonium hydrosulfide (NH4SH) hoặc nước. Bức xạ tử ngoại từ Mặt Trời làm cho mêtan bị quang ly trong tầng thượng quyển, dẫn đến một chuỗi các phản ứng hóa học hydrocarbon và các sản phẩm rơi xuống dưới sâu bởi những luồng cuộn xoáy và sự khuếch tán trong khí quyển. Chu trình quang hóa này bị chi phối bởi chu kỳ mùa trên Sao Thổ.

### Các tầng mây

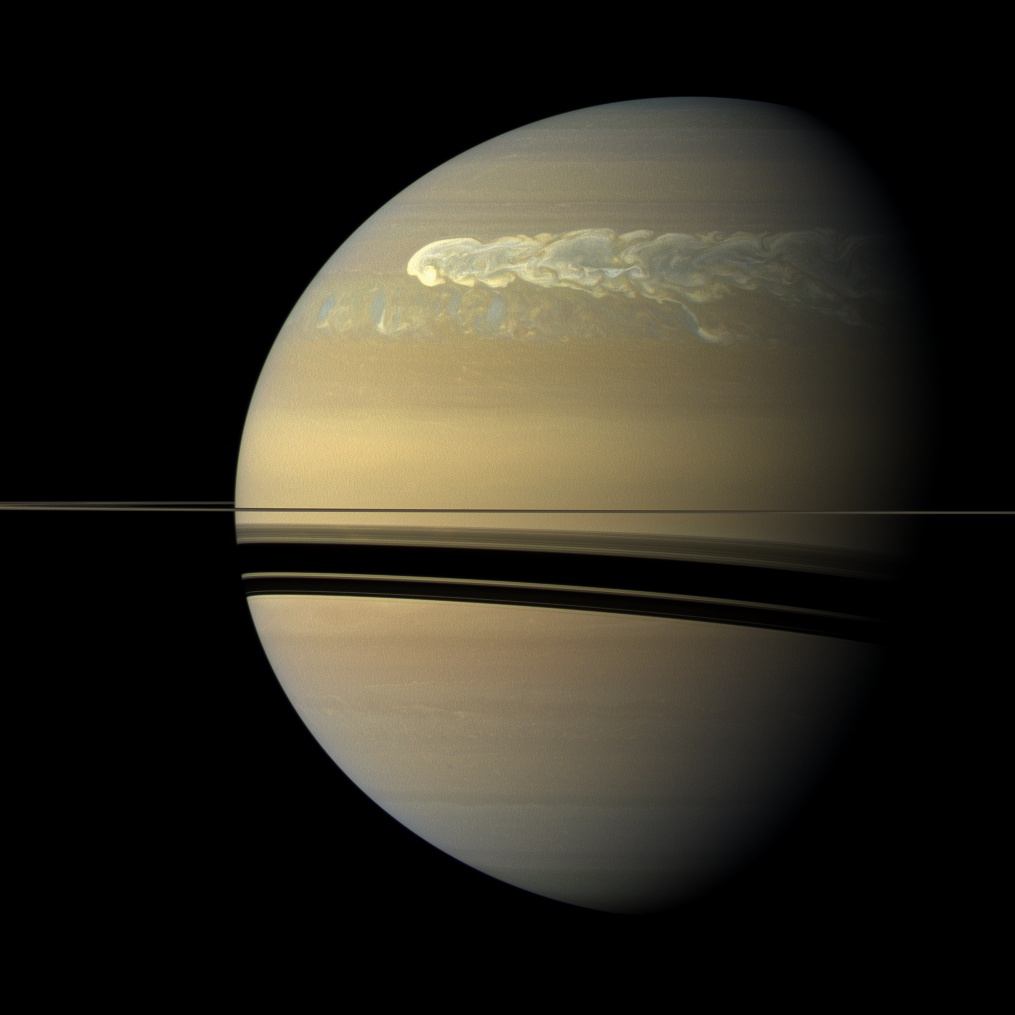
Một cơn bão toàn cầu di chuyển vòng quanh hành tinh năm 2011. Phần đầu của cơn bão (vùng sáng) đã vượt qua phần đuôi của nó (hình ảnh mờ) ở ngay phía dưới.

Khí quyển Sao Thổ hiện lên với những dải màu sắc giống như của Sao Mộc, nhưng những dải màu của Sao Thổ mờ hơn và rộng hơn tại xích đạo hành tinh. Các nhà khoa học sử dụng cách gọi tên cho những dải này tương tự như đối với của Sao Mộc. Những dải mây mờ của Sao Thổ không được phát hiện ra cho đến khi tàu Voyager bay qua hành tinh trong thập niên 1980. Từ đó đến nay, các nhà thiên văn sử dụng những kính thiên văn trên mặt đất cũng như trên quỹ đạo đã quan sát được chi tiết hơn hình ảnh bầu khí quyển hành tinh này.
Thành phần vật chất của những đám mây thay đổi theo độ cao cũng như sự tăng áp suất. Trong những tầng mây trên cao, với nhiệt độ trong khoảng 100–160 K và áp suất trong phạm vi 0,5–2 bar, những tầng mây này chứa băng amonia. Những đám mây băng nước bắt đầu tồn tại ở độ cao có áp suất khí quyển bằng khoảng 2,5 bar và xuống sâu tới áp suất 9,5 bar, nơi nhiệt độ trong phạm vi 185–270 K. Pha trộn trong lớp này đó là dải băng amonium hydrosulfide, nằm trong phạm vi áp suất 3–6 bar với nhiệt độ trong khoảng 290–235 K. Cuối cùng, những tầng mây thấp nhất, nơi áp suất khí quyển đạt 10–20 bar và nhiệt độ trong phạm vi 270–330 K, là vùng chứa những giọt nước với amonia trong dạng dung dịch lỏng.
Tuy bề ngoài khí quyển nhạt nhẽo của Sao Thổ trông yên lặng nhưng thực tế nó có những cơn bão hình oval tồn tại lâu và có những đặc điểm khác thường thấy trên Sao Mộc. Năm 1990, kính thiên văn không gian Hubble chụp được một đám mây trắng khổng lồ gần xích đạo của Sao Thổ mà không xuất hiện khi tàu Voyager bay qua hành tinh vào năm 1994, các nhà thiên văn còn phát hiện ra một cơn bão nhỏ hơn khác. Cơn bão năm 1990 là một ví dụ của Vết Trắng Lớn, một hiện tượng khí quyển tồn tại ngắn nhưng duy nhất và chỉ xuất hiện một lần trong mỗi năm Sao Thổ, gần bằng 30 năm Trái Đất, trong khoảng thời gian hạ chí của bán cầu bắc. Những Vết Trắng Lớn trước đó đã được quan sát vào các năm 1876, 1903, 1933 và 1960, với cơn bão năm 1933 là nổi tiếng nhất. Nếu hiện tượng này có tính chu kỳ ổn định, cơn bão khác sẽ xuất hiện vào khoảng năm 2020.
Những cơn gió trong khí quyển Sao Thổ mạnh thứ hai so với những cơn gió thổi trên các hành tinh trong hệ Mặt Trời. Dữ liệu từ tàu Voyager cho thấy vận tốc lớn nhất của những cơn gió thổi về hướng đông hành tinh đạt tới 500 m/s (1.800 km/h). Trong những bức ảnh thu được từ tàu Cassini năm 2007, bán cầu bắc Sao Thổ hiện lên với màu xanh lam sáng, giống như màu của Sao Thiên Vương. Các nhà khoa học cho rằng những màu này chủ yếu là do hiện tượng tán xạ Rayleigh. Ảnh hồng ngoại tiết lộ ra tại vùng cực nam Sao Thổ có một xoáy ấm vùng cực khí quyển (warm polar vortex), một hiện tượng duy nhất xảy ra trong hệ Mặt Trời. Trong khi nhiệt độ trung bình trong khí quyển Sao Thổ khoảng −185 °C, nhiệt độ tại xoáy khí quyển này cao đạt đến −122 °C, và các nhà khoa học tin rằng nó là điểm ấm nhất trên Sao Thổ.

### Các đám mây xếp thành hình lục giác ở cực bắc

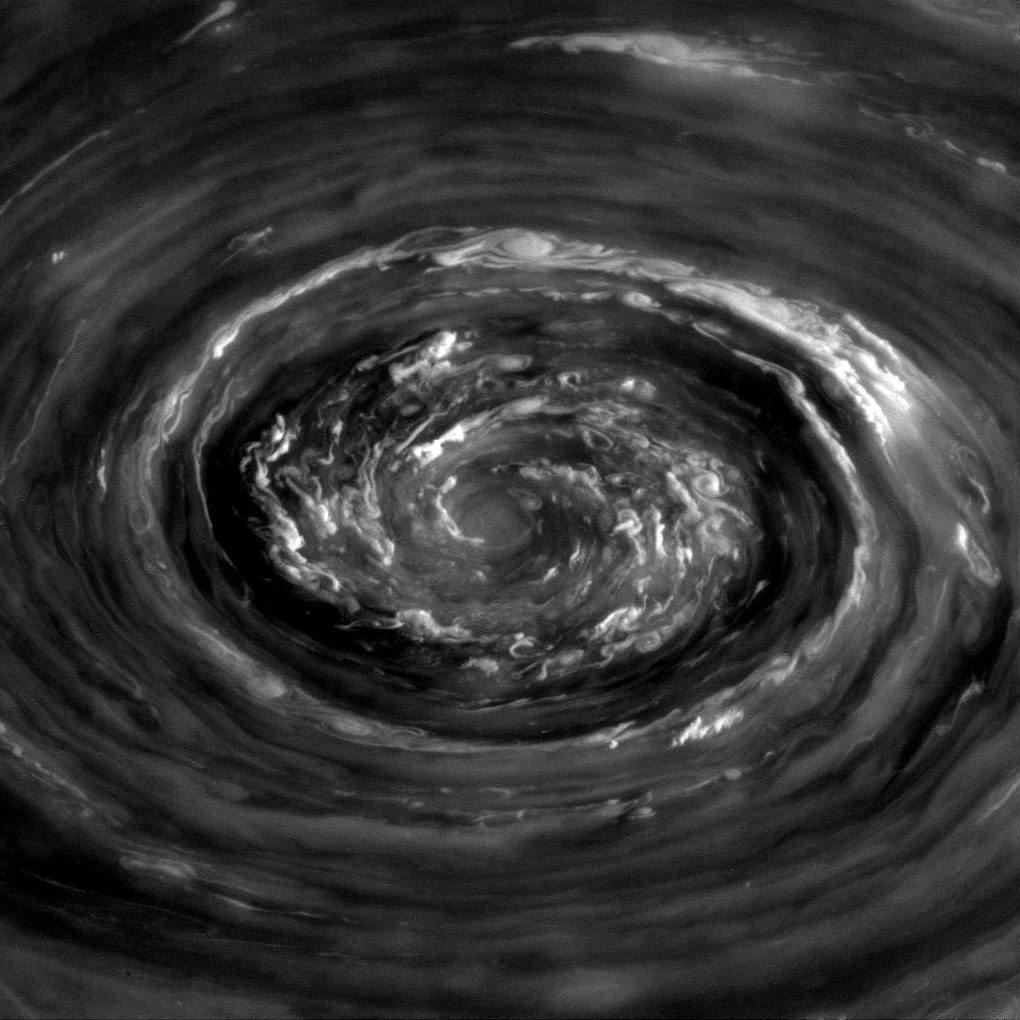
Ảnh chụp gần hơn tâm của xoáy khí quyển tại trung tâm hình lục giác.

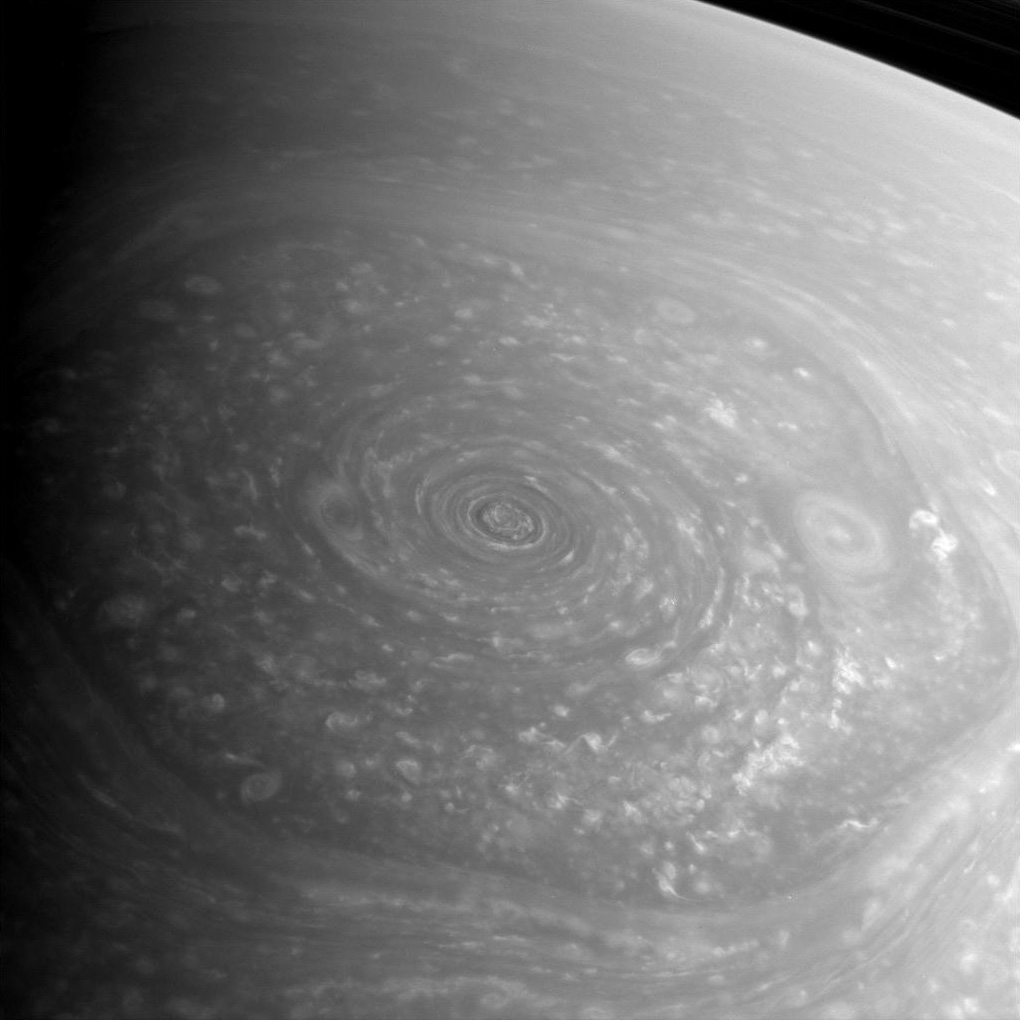
Hình lục giác trong khí quyển Sao Thổ, do tàu Voyager 1 phát hiện và xác nhận bởi tàu Cassini năm 2006.

Có một cấu trúc trong khí quyển hình lục giác bao quanh xoáy khí quyển gần cực bắc Sao Thổ, cấu trúc này nằm ở vĩ độ khoảng 78°B do tàu Voyager lần đầu tiên chụp được.
Cạnh thẳng của lục giác vùng cực bắc dài xấp xỉ 13.800 km, lớn hơn cả đường kính của Trái Đất. Toàn bộ cấu trúc này quanh quay cực bắc với chu kỳ 10h 39m 24s (bằng với chu kỳ bức xạ vô tuyến của hành tinh) và các nhà khoa học giả thuyết rằng chu kỳ này bằng với chu kỳ tự quay của phần bên trong Sao Thổ. Cấu trúc khí quyển lục giác không dịch chuyển dọc theo kinh độ giống như những đám mây khác trong khí quyển.
Các nhà khoa học vẫn chưa hiểu được tại sao lại hình thành cấu trúc này. Đa số các nhà thiên văn nghĩ rằng nó hình thành từ những phần sóng đứng trong khí quyển. Những dạng hình đa giác đều cũng đã được quan sát trong các thí nghiệm với sự quay vi sai của chất lỏng.

### Cực nam

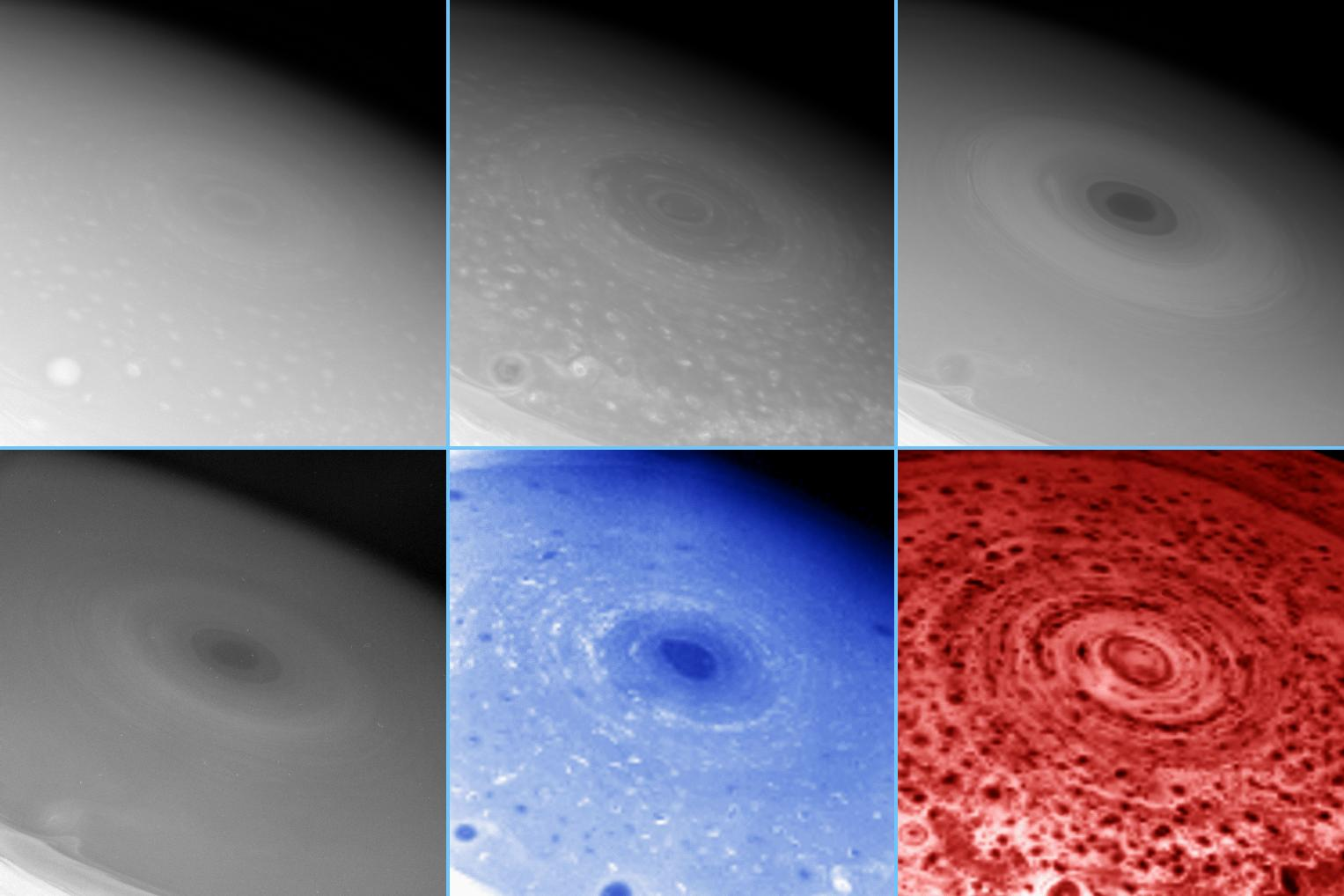
Hình ảnh một cơn bão cực nam với một mắt bão.

Các bức ảnh do kính thiên văn Hubble chụp vùng cực nam cho thấy sự có mặt của một dòng khí tốc độ cao (jet stream), nhưng không hình thành nên xoáy khí quyển mạnh hay cấu trúc lục giác như ở cực bắc. NASA công bố vào tháng 11 năm 2006 rằng tàu Cassini đã quan sát thấy một cơn bão dạng "xoáy thuận nhiệt đới" gần như đứng im ở cực nam Sao Thổ và xác định ra rõ ràng một mắt bão. Quan sát này rất nổi bật vì đám mây với mắt bão không xuất hiện trước đó trên bất kỳ hành tinh nào trừ Trái Đất. Ví dụ, hình ảnh từ tàu Galileo đã không quan sát thấy mắt bão trong Vết Đỏ Lớn của Sao Mộc. Cơn bão cực nam này có kích cỡ tương đương với Trái Đất, và những cơn gió ở đây có tốc độ lên đến 550 km/h.

### Những đặc điểm khác
Năm 2006, tàu không gian Cassini đã quan sát thấy một dải mây với tên gọi "Chuỗi Ngọc trai" dài 60.000 km ở  bắc bán cầu. Những đặc điểm này chính là những vùng quang mây và cho phép con tàu này có thể chụp được những tầng mây ở sâu bên dưới.

## Từ quyển
- Hình xuyến nội plasma (Inner Plasma Torus);
- Mảng Plasma mở rộng (Extended Plasma Sheet);
- Vùng từ quyển phía ngoài có nhiệt độ cao (Hot Outer Magnetosphere).

Sao Thổ có từ trường đơn giản hình dáng giống lưỡng cực từ. Cường độ của nó tại xích đạo bằng - 0,21 gauss (21 µT) - xấp xỉ bằng một phần mười hai cường độ từ trường bao quanh Sao Mộc và hơi yếu hơn so với từ trường của Trái Đất. Và do vậy Sao Thổ có từ quyển nhỏ hơn nhiều so với của Sao Mộc. Khi tàu Voyager 2 đi vào từ quyển Sao Thổ, nó đo được áp suất gió Mặt Trời cao và từ quyển mở rộng ra vùng không gian chỉ bằng 19 lần bán kính Sao Thổ, hay 1,1 triệu km, mặc dù con tàu thu được ảnh hưởng của gió Mặt Trời trong vòng vài giờ, nó vẫn còn phát hiện được gió Mặt Trời trong khoảng 3 ngày. Đa số các nhà khoa học nghĩ rằng, cơ chế phát ra từ trường của hành tinh tương tự như của Sao Mộc—bởi những dòng điện trong lớp hiđrô kim loại-lỏng gọi là cơ chế dynamo hiđrô kim loại. Từ quyển này làm lệch gió Mặt Trời, nhưng nó không lớn cho nên quỹ đạo của vệ tinh Titan nằm ở bên ngoài từ quyển này, dẫn đến gió Mặt Trời tương tác với bầu khí quyển Titan và xuất hiện những hạt ion hóa bên ngoài khí quyển của nó. Từ quyển của Sao Thổ, giống như của Trái Đất, làm sinh ra hiện tượng cực quang.

## Quỹ đạo và sự tự quay

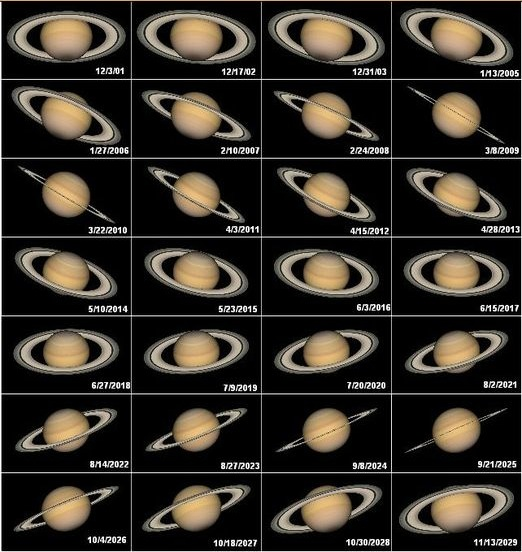
Mô phỏng Sao Thổ trong chu kỳ xấp xỉ 29 năm của nó. Do trục Sao Thổ nghiêng 26,73° cho nên mỗi lần nó ở vị trí xung đối với Trái Đất chúng ta sẽ thấy hình ảnh Sao Thổ vành đai hiện ra dưới những góc khác nhau.

Khoảng cách trung bình giữa Sao Thổ và Mặt Trời là trên 1,4 tỷ kilômét (9 AU). Với tốc độ quỹ đạo trung bình bằng 9,69 km/s, Sao Thổ mất 10.759 ngày Trái Đất (hay khoảng 29,5 năm), để đi hết một vòng quanh Mặt Trời. Quỹ đạo elip của Sao Thổ nghiêng khoảng 2,48° tương đối so với mặt phẳng quỹ đạo của Trái Đất. Bởi vì độ lệch tâm quỹ đạo bằng 0,056, khoảng cách giữa Sao Thổ và Mặt Trời thay đổi xấp xỉ 155 triệu kilômét giữa cận điểm quỹ đạo và viễn điểm quỹ đạo, tương ứng những điểm gần nhất và xa nhất của hành tinh đến Mặt Trời.
Do các vùng trong bầu khí quyển Sao Thổ tự quay với tốc độ khác nhau theo vĩ độ do đó các nhà khoa học đã phân ra nhiều chu kỳ quay khác nhau cho những vùng khác nhau (giống như của Sao Mộc): Hệ I có chu kỳ 10 h 14 min 00 s (844,3°/ngày) đối với phạm vi Vùng xích đạo, kéo dài từ cạnh bắc của Vành đai xích đạo Nam tới cạnh nam của Vành đai xích đạo Bắc. Những vùng có vĩ độ khác có giá trị chu kỳ tự quay 10 h 38 min 25,4 s (810,76°/ngày), tương ứng với Hệ II. Đối với Hệ III, các nhà khoa học đo được giá trị vùng này dựa trên bức xạ radio phát ra từ hành tinh trong thời gian tàu Voyager bay qua, với chu kỳ 10 h 39 min 22,4 s (810,8°/ngày); và có giá trị gần bằng đối với của Hệ II, cho nên các nhà khoa học thường coi hai vùng này có tốc độ quay bằng nhau.
Giá trị chính xác cho chu kỳ quay của phần bên dưới khí quyển vẫn còn chưa xác định được. Trong khi tiếp cận Sao Thổ năm 2004, tàu Cassini phát hiện thấy chu kỳ quay của tín hiệu vô tuyến tăng lên đáng kể, xấp xỉ bằng 10 h 45 m 45 s (± 36 s). Tháng 3 năm 2007, các nhà thiên văn thấy rằng sự biến đổi trong bức xạ vô tuyến từ hành tinh không phù hợp để sử dụng làm giá trị tốc độ tự quay của Sao Thổ. Sự biến đổi này có thể là do hoạt động từ những giếng phun phát ra từ vệ tinh Enceladus của Sao Thổ. Hơi nước phát ra bao quanh Sao Thổ từ những giếng này bị ion hóa và tạo ra sự kéo trong từ trường Sao Thổ, làm chậm sự quay tương đối của hành tinh thông qua tín hiệu vô tuyến. Vào tháng 9 năm 2007, ước lượng ban đầu về tốc độ tự quay hành tinh dựa trên nhiều số liệu quan trắc từ các tàu Cassini, Voyager và Pioneer là 10 h 32 m 35 s. Ngày 17 tháng 1 năm 2019, những nghiên cứu dựa theo sự chuyển động của vành đai để liên hệ với bên trong Sao Thổ, cuối cùng các nhà khoa học tính ra chu kỳ tự quay chính thức của hành tinh với con số mới nhất: 10 h 33 m 38 s.

## Vành đai hành tinh
Vành đai sao Thổ là vành đai mở rộng nhất trong 8 hành tinh thuộc hệ Mặt Trời. Có lẽ được biết đến nhiều nhất với hệ thống vành đai hành tinh khiến nó có hình ảnh nổi bật nhất. Galileo Galilei được cho là người đầu tiên quan sát thấy vành đai này năm 1610 nhưng không thể nhận rõ nó. Hơn 40 năm sau, Christiaan Huygens là người đầu tiên mô tả rằng vật thể này là vành đai. Vành này mở rộng từ 6.630 km đến 120.700 km bên trên xích đạo của Sao Thổ, với độ dày trung bình bằng 20 mét và chứa tới 93% băng nước, một ít tholin và 7% cacbon vô định hình. Những hạt trong vành đai có kích thước từ những hạt bụi nhỏ cho tới những tảng băng lớn 10 m. Những hành tinh khí khổng lồ khác cũng có hệ thống vành đai, hệ thống của Sao Thổ là lớn nhất và nhìn rõ nhất. Có hai giả thuyết chính về nguồn gốc của vành đai này. Một là những phần còn lại của một vệ tinh tự nhiên của Sao Thổ đã bị phá hủy. Giả thuyết thứ hai đó là những vật liệu còn lại từ tinh vân lúc hình thành hệ Mặt Trời còn sót lại khi Sao Thổ hình thành. Một số băng nước trong vành đai xuất phát từ những mạch phun của vệ tinh Enceladus. Trong quá khứ, các nhà thiên văn nghĩ rằng những vành đai này hình thành cùng với hành tinh hàng tỷ năm trước. Thay vì vậy, gần đây người ta đã xác định được tuổi của những vành đai này chỉ khoảng vài trăm triệu năm tuổi.
Xa bên ngoài vành đai ở khoảng cách 12 triệu km tính từ hành tinh đó là vành đai Phoebe, nghiêng một góc 27° so với vành đai lớn, và giống như vệ tinh Phoebe, vành đai này quay nghịch hành trên quỹ đạo. Một số vệ tinh của Sao Thổ, bao gồm Pandora và Prometheus, hoạt động như những vệ tinh chăn dắt điều khiển sự phân bố của các hạt băng nước trong vành đai và tạo nên những khoảng trống giữa các vành đai. Pan và Atlas gây ra những sóng mật độ tuyến tính yếu trong vành đai Sao Thổ, cho phép các nhà khoa học tính toán ra được khối lượng của hai vệ tinh nhỏ này.

## Vệ tinh tự nhiên

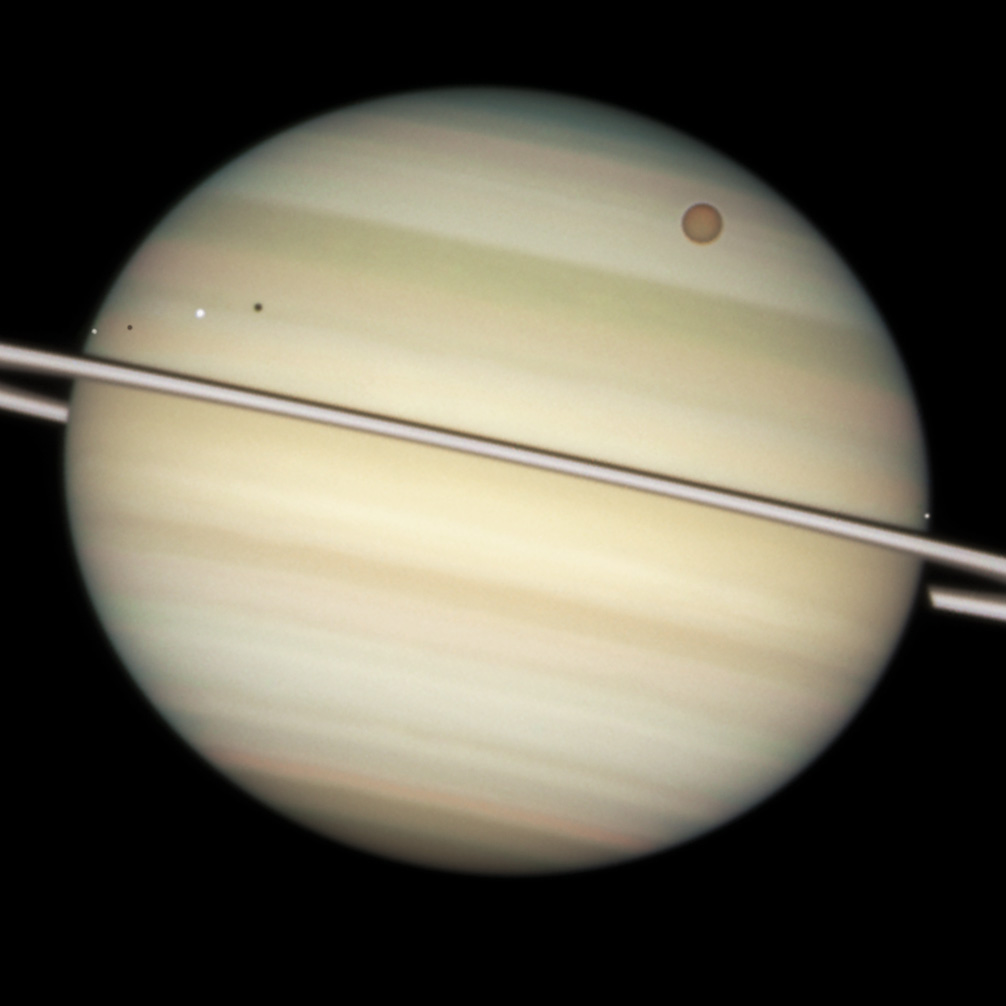
Ảnh chụp (2009) của kính viễn vọng Hubble với bốn vệ tinh đi qua đĩa Sao Thổ, từ trái sang phải: Enceladus, Dione, Titan và Mimas. Những điểm tối là bóng của các vệ tinh trên khí quyển Sao Thổ.

Tính đến tháng 3 năm 2025, Sao Thổ có 274 vệ tinh tự nhiên, 63 trong số chúng đã có tên chính thức. Titan (vệ tinh được phát hiện đầu tiên của Sao Thổ, năm 1655) là vệ tinh lớn nhất của Sao Thổ (thậm chí nó còn có kích thước to hơn hành tinh nhỏ nhất của hệ Mặt Trời là Sao Thủy 5,6%), chiếm hơn 90% tổng khối lượng của mọi vật thể quay quanh Sao Thổ bao gồm cả vành đai; là vệ tinh duy nhất trong hệ Mặt Trời có bầu khí quyển dày trên đó đã phát hiện ra tồn tại những hợp chất hữu cơ. Nó cũng là vệ tinh duy nhất được biết có những hồ hydrocarbon. Vệ tinh lớn thứ hai của Sao Thổ, Rhea, có thể cũng có một vành đai mờ quay quanh chính nó, cùng với khí quyển mỏng. Nhiều vệ tinh còn lại có kích cỡ rất nhỏ: 131 vệ tinh có đường kính nhỏ hơn 50 km. Thông thường, đa số các vệ tinh của Sao Thổ được đặt tên theo các vị thần Titan trong thần thoại Hy Lạp.
Enceladus cũng được các nhà khoa học đặt ra giả thuyết khả năng có tồn tại những dạng sống vi sinh trên vệ tinh này. Manh mối cho điều này gồm những hạt giàu muối với thành phần giống như "trong đại dương" mà những hạt băng này bị đẩy ra từ sự bốc hơi của nước muối lỏng phóng ra từ những mạch phun. Năm 2015, thông qua dòng hải lưu trên Enceladus, tàu Cassini đã phát hiện thấy hầu hết các thành phần để duy trì các dạng sống trên vệ tinh nhờ quá trình sản sinh metan.

## Lịch sử thám hiểm
Đã có ba giai đoạn chính trong quan sát và thăm dò Sao Thổ. Kỷ nguyên đầu tiên đó là quan sát từ thời cổ đại (như bằng mắt thường), trước khi phát minh ra kính thiên văn. Bắt đầu từ thế kỷ XVII với sự phát triển của kính thiên văn đã thúc đẩy thiên văn quan sát từ mặt đất. Kỷ nguyên thứ ba đó là những chuyến thăm dò của tàu không gian, hoặc quay trên quỹ đạo hoặc bay qua. Trong thế kỷ XXI quá trình nghiên cứu tiếp tục với những quan sát từ Trái Đất (hoặc từ các vệ tinh quay quanh quỹ đạo Trái Đất) và tàu Cassini quay quanh Sao Thổ.

### Quan sát từ thời cổ đại
Sao Thổ đã được biết đến từ thời cổ đại. Trong thời kỳ này, nó là thiên thể xa nhất trong số năm hành tinh đã biết trong hệ Mặt Trời (ngoại trừ Trái Đất) và cũng được gán cho nhiều nhân vật trong thần thoại các nền văn minh khác nhau. Các nhà thiên văn Babylon đã quan sát một cách có hệ thống và ghi chép lại chuyển động của Sao Thổ. Trong thần thoại La Mã cổ đại, thần Saturnus, mà hành tinh có tên, là vị thần của nông nghiệp. Người La Mã coi thần Saturnus tương đương với vị thần của người Hy Lạp Cronus. Người Hy Lạp đã gọi hành tinh xa nhất theo Cronus, và người La Mã đã áp dụng theo cách đặt tên này. (Thời hiện đại trong tiếng Hy Lạp, hành tinh này vẫn có tên là Cronus (Κρόνος: Kronos).)
Ptolemy, một nhà triết học Hy Lạp sống ở Alexandria, đã quan sát thời điểm xung đối của Sao Thổ, và lấy cơ sở cho phép xác định các yếu tố quỹ đạo của hành tinh. Trong chiêm tinh học của người Hindu, có chín đối tượng chiêm tinh, gọi là Navagraha. Sao Thổ, một trong số chúng, được gọi là "Shani", người phán quyết cho mọi người dựa trên những hành động tốt hay xấu của họ trong đời sống. Nền văn minh Trung Hoa, Nhật Bản, Triều Tiên và Việt Nam cổ đại gọi hành tinh này là Thổ Tinh (土星), đặt tên dựa theo nguyên tố thổ của Ngũ Hành.
Người Hebrew cổ đại gọi Sao Thổ là 'Shabbathai'. Trong tiếng Ottoman Thổ Nhĩ Kỳ, tiếng Urdu và tiếng Mã Lai, hành tinh có tên gọi 'Zuhal', viết từ chữ Ả Rập زحل.

### Quan sát ở châu Âu (thế kỷ XVII–XIX)

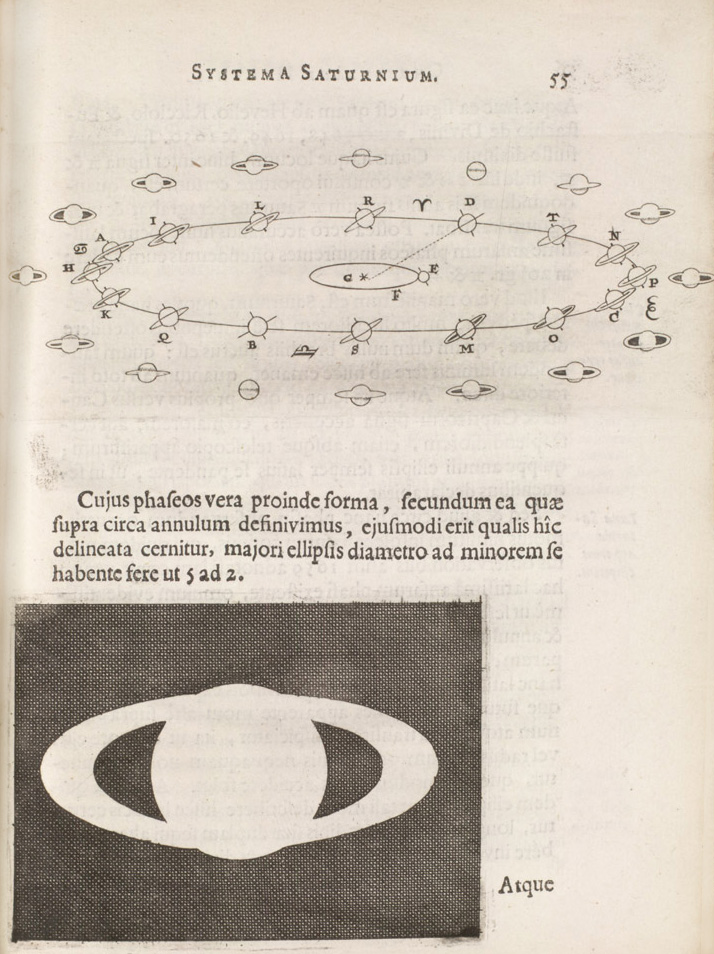
Quan sát của Christiaan Huygens (1659): hình trên là giải thích của ông về sự thay đổi của vành Sao Thổ khi hành tinh quay quanh Mặt Trời, hình dưới là vành đai khi Sao Thổ ở vị trí nghiêng nhất khi nhìn từ Trái Đất.

Để quan sát thấy vành đai Sao Thổ từ mặt đất cần một kính thiên văn có đường kính ít nhất 15 mm và do đó vành đai Sao Thổ không được phát hiện cho đến khi Galileo lần đầu tiên nhìn thấy nó vào năm 1610. Ông nghĩ rằng đây là hai vệ tinh của Sao Thổ ở hai phía hành tinh. Cho đến khi Christian Huygens sử dụng một kính thiên văn với độ phóng đại lớn hơn thì ông đã phát hiện ra đây là vành đai chứ không phải vệ tinh như Galileo từng nghĩ. Huygens còn phát hiện ra vệ tinh lớn nhất Titan; Giovanni Cassini sau đó phát hiện thêm bốn vệ tinh nữa: Iapetus, Rhea, Tethys và Dione. Năm 1675, Cassini phát hiện ra một khoảng trống giữa vành đai và ngày nay các nhà thiên văn đặt tên là Ranh giới Cassini.
Không có thêm phát hiện lớn nào cho đến năm 1789 khi nhà thiên văn William Herschel phát hiện tiếp hai vệ tinh, Mimas và Enceladus. Vệ tinh dị hình Hyperion, có quỹ đạo cộng hưởng với Titan, được một đội các nhà thiên văn Anh phát hiện năm 1848.
Năm 1899, William Henry Pickering phát hiện ra vệ tinh Phoebe, một vệ tinh dị hình không quay đồng bộ với Sao Thổ như các vệ tinh lớn khác. Phoebe là lớp vệ tinh đầu tiên có những tính chất này được phát hiện và nó có chu kỳ quỹ đạo hơn một năm quanh Sao Thổ trên quỹ đạo nghịch hành. Trong đầu thế kỷ XX, những nghiên cứu về Titan dẫn đến xác nhận về tồn tại một bầu khí quyển dày trên vệ tinh vào năm 1944—một đặc điểm chỉ có duy nhất trên một vệ tinh trong hệ Mặt Trời.

### Các tàu thăm dò của NASA

#### Pioneer 11 bay qua

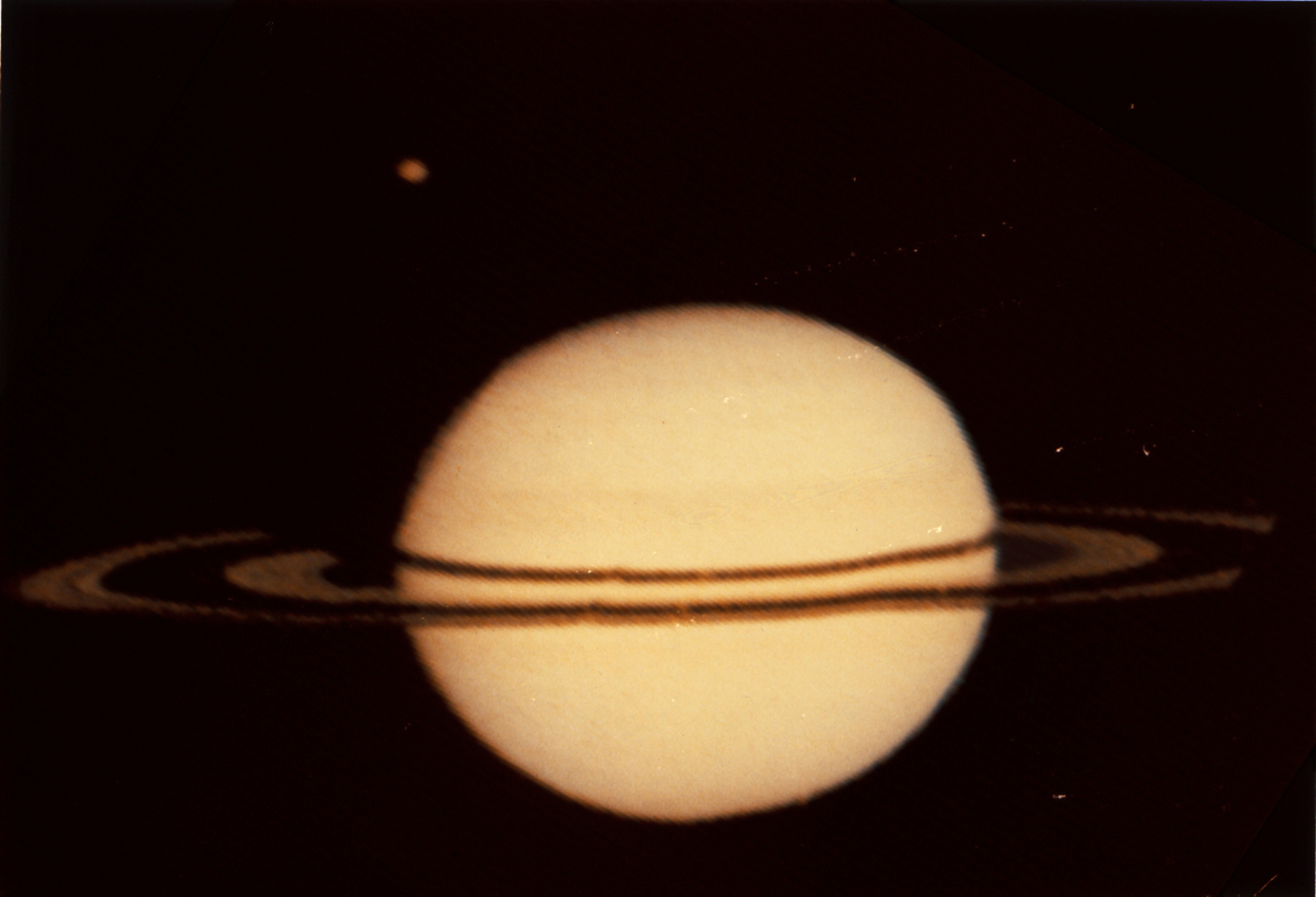
Ảnh của tàu Pioneer 11 chụp Sao Thổ và vệ tinh Titan (góc trên, bên trái) ngày 26/8/1979 từ khoảng cách 2.846.000 km

Pioneer 11 là con tàu đầu tiên bay qua Sao Thổ vào tháng 9 năm 1979, khi đó nó cách hành tinh 20.000 km từ đỉnh mây khí quyển. Các bức ảnh gửi về gồm hành tinh và một số vệ tinh của nó, tuy vậy độ phân giải quá thấp để nhìn rõ các chi tiết bề mặt. Con tàu cũng nghiên cứu vành đai Sao Thổ, phát hiện ra vành đai mỏng F và những khoảng tối trong vành lại sáng lên khi nhìn dưới góc pha nghiêng lớn hướng về Mặt Trời, hay những khoảng trống tối này chứa những hạt bụi nhỏ tán xạ ánh sáng. Thêm vào đó, Pioneer 11 đã đo được nhiệt độ của Titan và cho thấy vệ tinh này quá lạnh để tồn tại sự sống.

#### Voyager bay qua

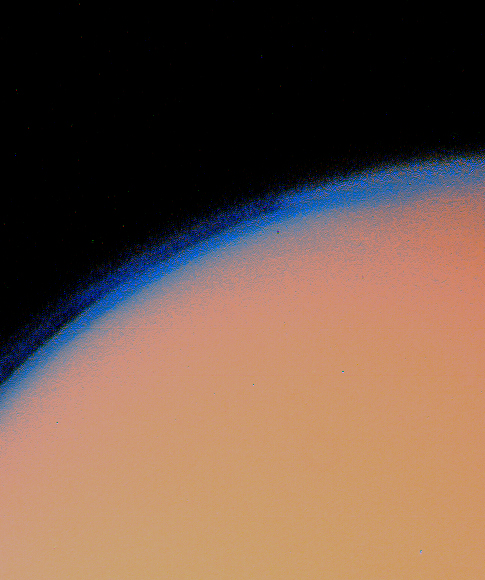
Ảnh chụp khí quyển Titan của tàu không gian Voyager 1.

Tháng 11 năm 1980, con tàu không gian Voyager 1 đến hệ thống Sao Thổ. Nó đã gửi về những bức ảnh phân giải cao của hành tinh, các vành đai và vệ tinh của nó. Chi tiết bề mặt của nhiều vệ tinh đã được quan sát lần đầu tiên. Voyager 1 cũng đã bay qua vệ tinh Titan, gửi thêm nhiều dữ liệu và tăng độ hiểu biết của các nhà thiên văn về khí quyển vệ tinh này. Nó chứng minh rằng không thể quan sát bề mặt Titan qua bước sóng khả kiến; do vậy các nhà khoa học đã không có một bức ảnh nào về bề mặt vệ tinh này. Chuyến bay qua có mục đích làm thay đổi quỹ đạo Voyager 1 để quỹ đạo của nó rời khỏi mặt phẳng quỹ đạo của hệ Mặt Trời.
Khoảng một năm sau, vào tháng 8 năm 1981, Voyager 2 tiếp tục bay qua và nghiên cứu hệ thống hành tinh này. Thêm nhiều bức ảnh chụp gần các vệ tinh Sao Thổ gửi về Trái Đất, cũng như thêm những dữ liệu về sự thay đổi trong khí quyển vành đai hành tinh. Thật không may, trong giai đoạn bay qua, camera đã không điều chỉnh được góc chụp trong hai ngày và do vậy một số kế hoạch chụp ảnh đã bị hủy. Trường hấp dẫn của Sao Thổ đã được lợi dụng để đẩy con tàu đến Sao Thiên Vương.
Hai tàu cũng đã phát hiện và xác nhận thêm vài vệ tinh nữa bay gần hoặc bên trong vành đai Sao Thổ, cũng như phát hiện ra Khoảng trống Maxwell (khoảng trống nằm giữa Vành C và Khoảng trống Keeler (một khoảng rộng 42 km trong Vành A).

#### Tàu Cassini–Huygens
- Tư liệu liên quan tới Ảnh hệ thống Sao Thổ do tàu Cassini chụp tại Wikimedia Commons

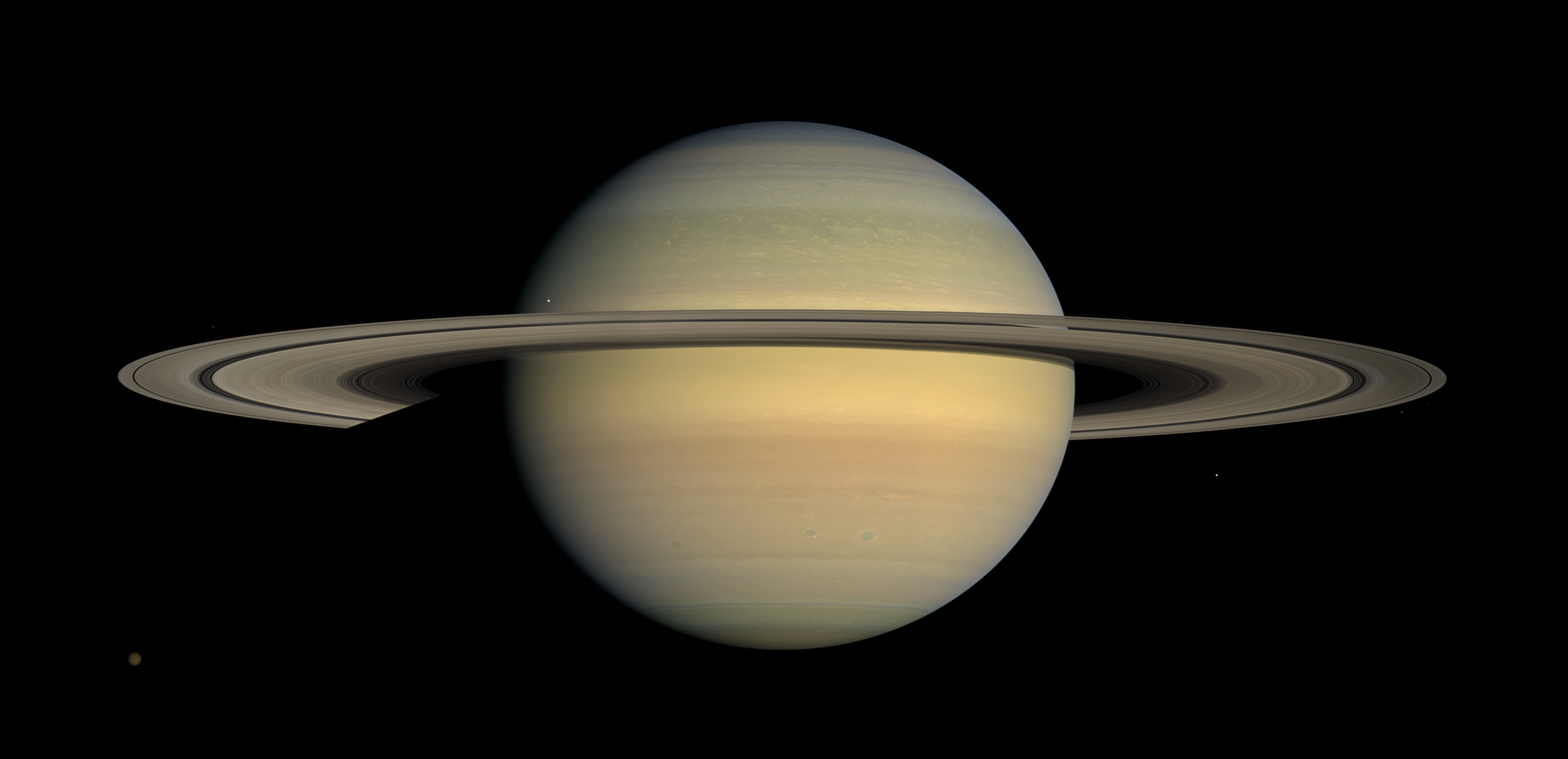
Sao Thổ trong giai đoạn điểm phân chụp bởi tàu quỹ đạo Cassini, trong hình có 6 vệ tinh với Titan ở góc dưới bên trái.

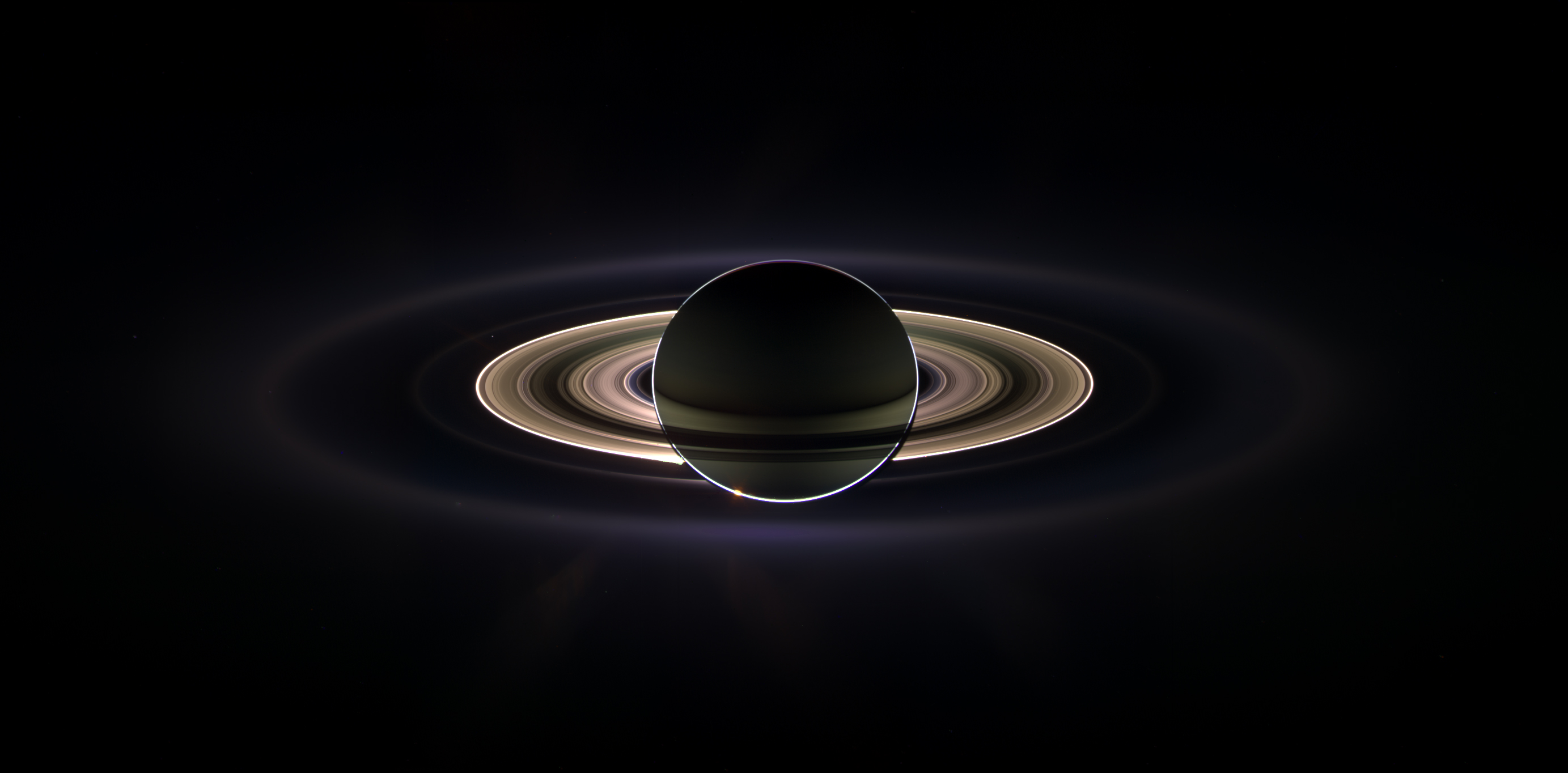
Sao Thổ che khuất Mặt Trời, nhìn từ tàu Cassini.

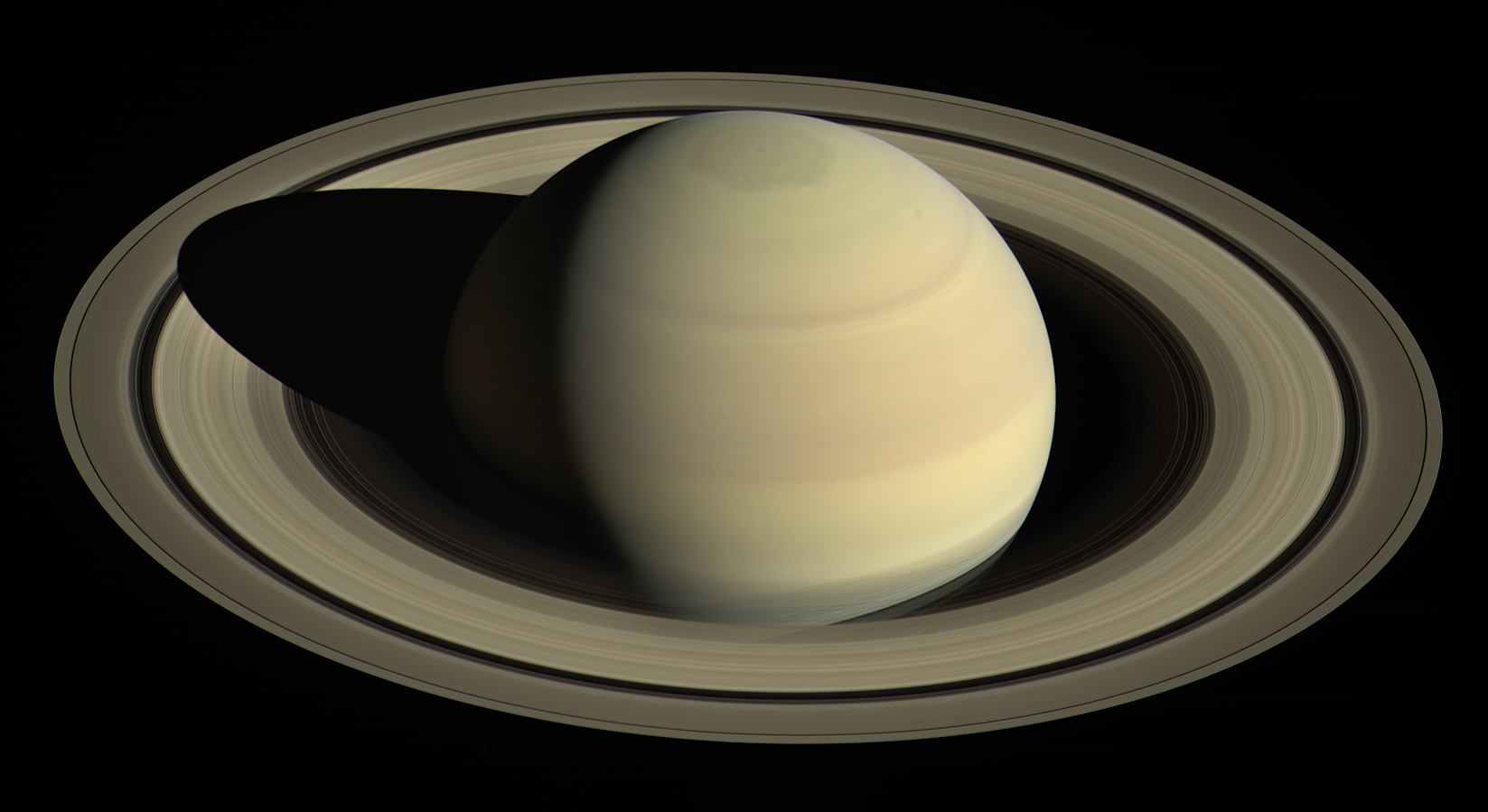
Sao Thổ nhìn từ trên xuống, được chụp bởi tàu Cassini.

Ngày 1 tháng 7 năm 2004, tàu không gian Cassini–Huygens thực hiện các bước điều chỉnh tham số đường bay và đi vào quỹ đạo Sao Thổ. Trước khi đi vào quỹ đạo, Cassini đã thực hiện các nghiên cứu về hệ thống hành tinh này. Tháng 6 năm 2004, nó đã thực hiện bay qua gần vệ tinh Phoebe, gửi về trung tâm điều khiển dữ liệu và hình ảnh phân giải cao vệ tinh này.
Cassini đã nhiều lần bay qua vệ tinh lớn nhất, Titan, thực hiện chụp ảnh ra đa và nó đã phát hiện ra các hồ hiđrô cacbon, với nhiều đảo và núi tồn tại trên bề mặt vệ tinh này. Con tàu hoàn tất hai lần bay qua Titan trước khi thả thiết bị thăm dò Huygens ngày 25 tháng 12 năm 2004 xuống. Huygens đã đi vào khí quyển Titan ngày 14 tháng 1 năm 2005, gửi về dữ liệu suốt quá trình rơi trong khí quyển cũng như hình ảnh sau khi đáp mặt đất vệ tinh này. Cassini cũng đã thực hiện nhiều lần bay qua những vệ tinh khác của Sao Thổ.
Từ đầu năm 2005, các nhà khoa học đã bắt đầu theo dõi hiện tượng sét trong khí quyển Sao Thổ. Năng lượng của những tia sét này mạnh gấp gần 1.000 lần so với tia sét trên Trái Đất.
Năm 2006, cơ quan NASA thông báo tàu Cassini đã phát hiện ra dấu vết của nước lỏng phóng ra từ những mạch nước phun trên vệ tinh Enceladus. Trong các bức ảnh chụp đã hiện ra những tia chứa hạt băng đang được phun vào quỹ đạo quanh Sao Thổ từ những mạch phun ở vùng cực nam vệ tinh này. Theo nhà khoa học hành tinh Andrew Ingersoll, Viện Công nghệ California, "Những vệ tinh khác trong hệ Mặt Trời có những đại dương nước lỏng bao phủ bởi lớp băng dày hàng kilômét. Điều khác biệt ở đây đó là nước lỏng có thể ở sâu 10 m ngay dưới bề mặt." Tháng 5 năm 2011, các nhà khoa học NASA tại hội nghị về mặt trăng Enceladus thông báo Enceladus "có thể là một nơi sống được bên ngoài Trái Đất trong hệ Mặt Trời khi chúng ta biết về nó".
Các bức ảnh của tàu Cassini cũng mang lại những khám phá mới khác. Nó đã khám phá thêm một số vành đai hành tinh mới, bên ngoài vành đai sáng chính cũng như bên trong các vành G và E. Nguồn gốc của những vành này là hệ quả của vụ va chạm giữa những thiên thạch với hai vệ tinh của Sao Thổ. Tháng 6 năm 2006, Cassini phát hiện ra những hồ hiđrôcabon gần cực bắc của Titan, và được xác nhận vào tháng 1 năm 2007. Tháng 3 năm 2007, thêm những bức ảnh gần cực bắc Titan tiết lộ ra những "biển" hydrocarbon, với cái rộng nhất có diện tích bằng biển Caspi. Tháng 10 năm 2006, con tàu phát hiện ra một cơn bão đường kính 8.000 km với một mắt bão ở cực nam của Sao Thổ.
Từ năm 2004 đến 2009, con tàu đã phát hiện và xác nhận thêm 8 vệ tinh mới. Nhiệm vụ cơ bản của nó kết thúc vào năm 2008 khi hoàn thành 74 vòng quỹ đạo quanh Sao Thổ. Vào tháng 4 năm 2013, Cassini gửi về các bức ảnh chụp một cơn bão tại cực bắc Sao Thổ, lớn hơn cơn bão đã được tìm thấy trên Trái Đất 20 lần với những cơn gió thổi với tốc độ nhanh hơn 530 km/h. Ngày 15 tháng 9 năm 2017, tàu vũ trụ Cassini-Huygens thực hiện "phần cuối cùng" của nhiệm vụ: một số lần tàu vũ trụ bay qua các khoảng trống giữa Sao Thổ và vành đai phía trong của Sao Thổ. Sự thâm nhập khí quyển của tàu Cassini đã kết thúc nhiệm vụ của nó.

#### Các chương trình trong tương lai

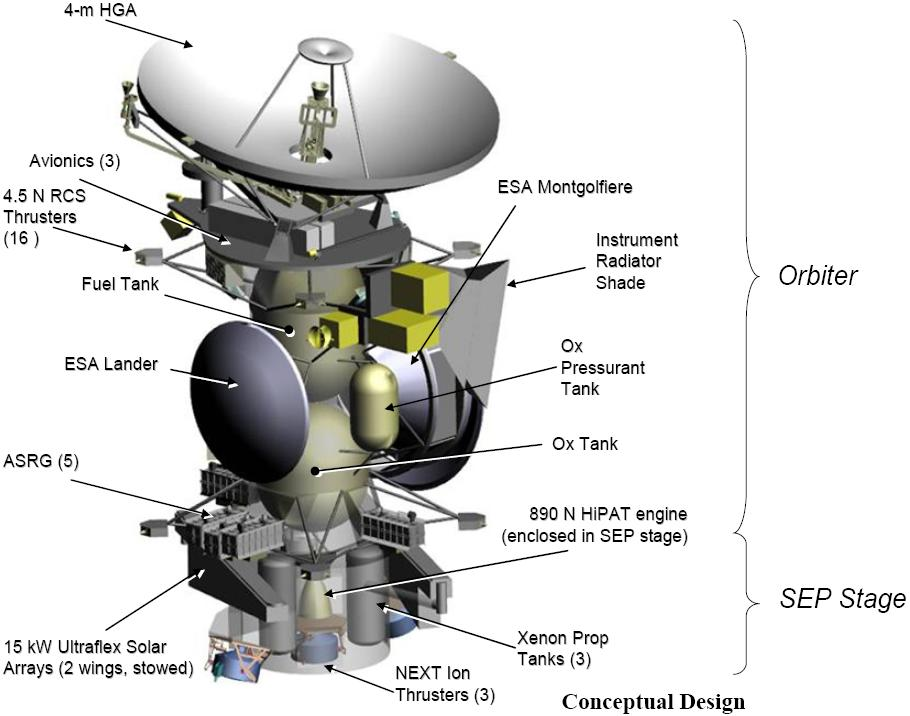
Tàu thăm dò trong chương trình TSSM

Cơ quan Hàng không & Vũ trụ Mỹ và Cơ quan vũ trụ châu Âu từng hợp tác xây dựng chương trình thám hiểm hệ thống Sao Thổ và vệ tinh Titan có tên gọi Titan Saturn System Mission (TSSM), dự kiến chi phí 2,5 tỷ USD khởi hành năm 2020 (sau dự án nghiên cứu Sao Mộc và vệ tinh của nó Europa: EJSM/Laplace), mượn quán tính Trái Đất và sức hút hấp dẫn của Sao Kim để đến gần Sao Thổ vào khoảng năm 2029. TSSM dự kiến đi vòng quanh Sao Thổ trong 2 năm, lấy mẫu Titan trong 2 tháng và bay vòng quanh vệ tinh này trong 20 tháng. Năm 2009 cơ quan ESA đã rút khỏi dự án này, hiện tại dự án TSSM không được chính phủ Mỹ phê duyệt ngân sách cho NASA triển khai dự án này, và nó mới chỉ trên khái niệm nghiên cứu, chưa có ngày phóng cụ thể hoặc những bước thực hiện chế tạo tàu.

## Quan sát

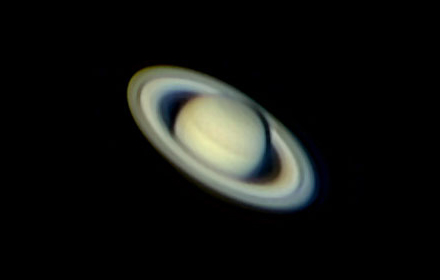
Ảnh chụp từ kính thiên văn nghiệp dư.

Sao Thổ là hành tinh xa nhất trong số năm hành tinh có thể quan sát bằng mắt thường, những hành tinh khác bao gồm Sao Thủy, Sao Kim, Sao Hỏa và Sao Mộc (Sao Thiên Vương và 4 Vesta có thể nhìn bằng mắt thường nhưng trong trời rất tối và không có ánh sáng nhân tạo). Vào đêm tối trời, Sao Thổ hiện ra như một điểm sáng, màu vàng với cấp sao biểu kiến thường từ +1 và 0. Nó mất xấp xỉ 29½ năm để đi hết một vòng đường Hoàng Đạo trong nền trời của các chòm sao Hoàng Đạo. Đa số những người muốn quan sát hành tinh này phải sử dụng kính thiên văn (hoặc ống nhòm lớn) phóng đại ít nhất 20 lần mới có thể nhìn thấy được vành đai của nó.
Trong khi hành tinh vẫn có thể là mục tiêu quan sát trong mọi thời điểm trên bầu trời, có thể quan sát tốt nhất Sao Thổ và các vành đai khi nó ở vị trí xung đối (khi góc ly giác của hành tinh bằng 180° và do vậy xuất hiện ở phía đối diện với Mặt Trời trên bầu trời) hoặc gần đó. Hàng năm Sao Thổ xung đối cứ khoảng 378 ngày trong một lần, và hành tinh này xuất hiện ở thời điểm nó sáng nhất. Cả Sao Thổ và Trái Đất đều quay trên quỹ đạo lệch tâm quanh Mặt Trời (nghĩa là khoảng cách giữa chúng và Mặt Trời dần thay đổi theo thời gian), do đó khoảng cách giữa hai hành tinh cũng thay đổi. Vì vậy, độ sáng của Sao Thổ thay đổi từ đợt xung đối này sang đợt xung đối tiếp theo, và Sao Thổ sẽ sáng hơn khi vành đai của hành tinh nằm nghiêng đến mức có thể quan sát luôn vành đai. Trong giai đoạn xung đối ngày 17 tháng 12 năm 2002, Sao Thổ hiện lên với độ sáng lớn nhất và hướng vành đai của nó về phía Trái Đất, cho dù Sao Thổ gần Trái Đất hơn vào cuối năm 2003.

## Trong văn hóa

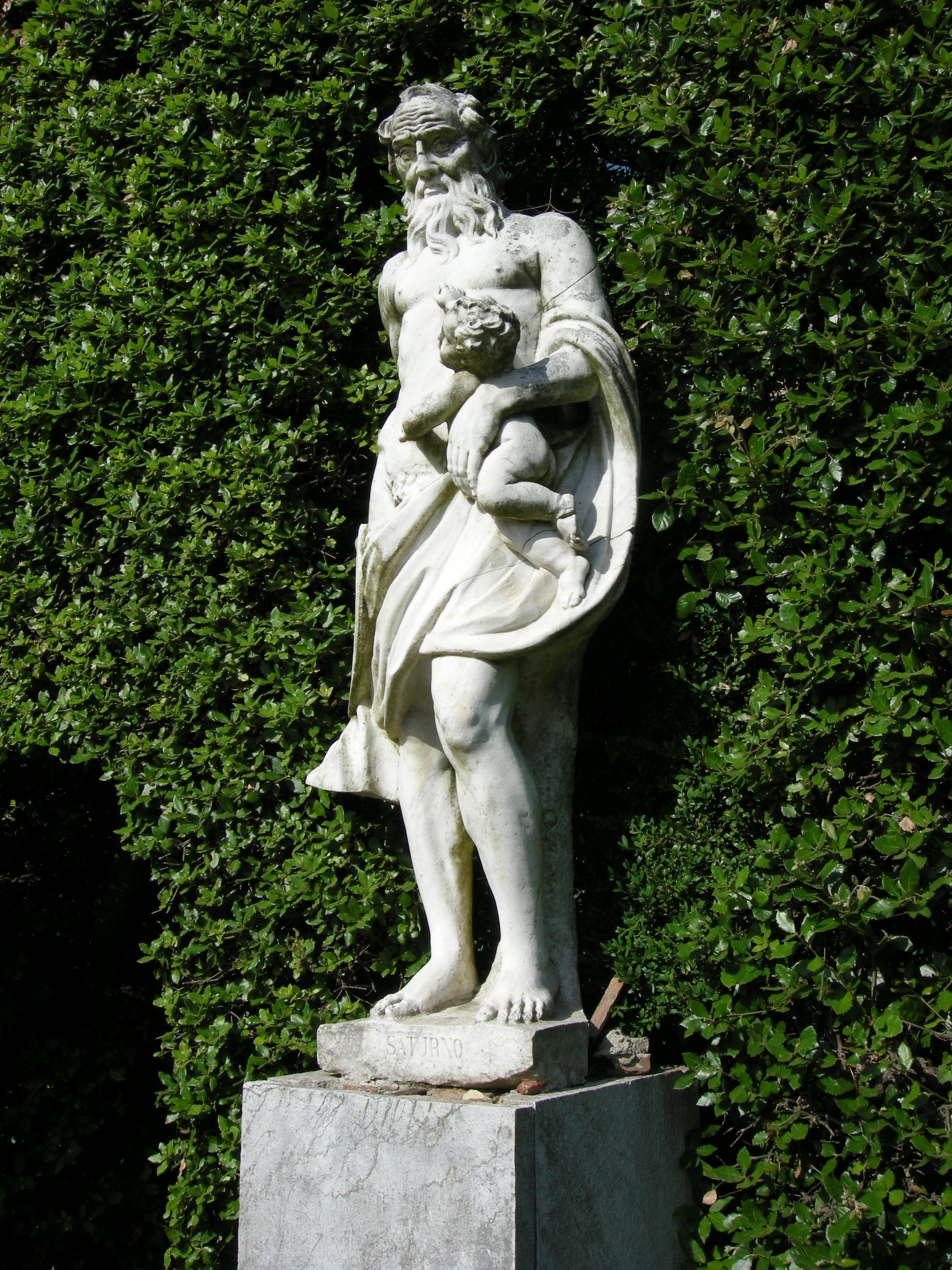
Thần Saturnus

- Sao Thổ trong chiêm tinh học () là hành tinh trị vì các cung Ma Kết và theo truyền thống Bảo Bình.
- Saturn, the Bringer of Old Age là một chương nhạc trong tác phẩm giao hưởng 7 chương The Planets của Gustav Holst.
- Họ tên lửa Saturn (trong đó có tên lửa Saturn V đưa tàu Apollo 8 lần đầu tiên bay vòng quanh Mặt Trăng năm 1968) được phát triển bởi một đội các kỹ sư người Đức do Wernher von Braun đứng đầu, dùng để phóng những vệ tinh nhân tạo và tàu tải trọng lớn vào quỹ đạo Trái Đất và xa hơn.[148] Ban đầu được thiết kế với mục đích quân sự, sau đó chúng được sử dụng làm tên lửa phóng trong chương trình Apollo.
- Tên tiếng Anh của ngày Thứ Bảy, Saturday được đặt tên theo hành tinh, và nó có nguồn gốc từ vị thần nông nghiệp của người La Mã cổ đại, thần Saturn (liên hệ với thần Cronus của người Hy Lạp).[149][150]
- Tàu vũ trụ tới Sao Thổ (Spaceship to Saturn), tập 10 trong loạt truyện "Chris Godfrey of U.N.E.X.A." của Hugh Walters.
- Thủy thủ Sao Thổ (Hotaru Tomoe), một nhân vật trong loạt truyện manga Thủy thủ Mặt Trăng và loạt Anime, trò chơi điện tử ăn theo. Nhân vật này là chiến binh của sự hủy diệt và sự tái sinh.

### Tiếng Anh
- Saturn profile Lưu trữ ngày 7 tháng 11 năm 2015 tại Wayback Machine at NASA's Solar System Exploration site
- Saturn Fact Sheet, by NASA
- Gazeteer of Planetary Nomenclature – Saturn (USGS) bản lưu
- Dự án Cassini–Huygens Lưu trữ ngày 28 tháng 4 năm 2006 tại Wayback Machine của NASA về Sao Thổ
- Sao Thổ tại Encyclopædia Britannica (tiếng Anh)
- Research News about Saturn
- General information about Saturn
- Studies on the Rings of  Saturn - Diễn tả lý thuyết của các vòng Sao Thổ Lưu trữ ngày 11 tháng 6 năm 2016 tại Wayback Machine Vladimir V. Tchernyi, Andrew Ju. Pospelov, Serge V. Girich, The Academy For Future Science
- Astronomy Cast, Episode 59: Saturn 22/10/2007
- Outside In – Space Film – (now "In Saturn’s Rings") movie for Giant Screen & IMAX™ theaters Lưu trữ ngày 6 tháng 4 năm 2013 tại Wayback Machine – film animated from hundreds of thousands of still Cassini photographs
- Saturn During Daylight in Brisbane (12 inch telescope) 16/11/2011
- Saturn 'Rev 175' Raw Preview 28/11/2012
- A Trip Into Space - Saturn From Voyager 2 - Một cuộc đi không gian Sự tả và các ảnh của Sao Thổ

### Tiếng Việt
- Sao Thổ tại Từ điển bách khoa Việt Nam